# Noor Vidts
Noor Vidts (ur. 30 maja 1996 w Vilvoorde) – belgijska lekkoatletka, wieloboistka, złota medalistka halowych mistrzostw świata w 2022.

## Osiągnięcia sportowe
Zajęła 15. miejsce w siedmioboju dziewcząt na mistrzostwach świata juniorów młodszych w 2013 w Doniecku i 16. miejsce w siedmioboju na mistrzostwach świata juniorów w 2014 w Eugene. Na mistrzostwach Europy juniorów w 2015 w Eskilstunie zajęła w tej konkurencji 4. miejsce, a na młodzieżowych mistrzostwach Europy w 2017 w Bydgoszczy 5. miejsce.
Zdobyła brązowy medal w siedmioboju na uniwersjadzie w 2017 w Tajpej, przegrywając tylko z Vereną Preiner  z Austrii i Alyshą Burnett z Australii. Zajęła 20. miejsce w tej konkurencji na mistrzostwach Europy w 2018 w Berlinie i 15. miejsce na mistrzostwach świata w 2019 w Dosze. 
Zdobyła srebrny medal w pięcioboju na halowych mistrzostwach Europy w 2021 w Toruniu, przegrywając jedynie ze swą koleżanką z reprezentacji Belgii Nafissatou Thiam, a wyprzedzając Węgierkę Xénię Krizsán. Zajęła 4. miejsce w siedmioboju na igrzyskach olimpijskich w 2020 w Tokio.
Zwyciężyła w pięcioboju na halowych mistrzostwach świata w 2022 w Belgradzie, wyprzedzając Adriannę Sułek z Polski i Kendell Williams ze Stanów Zjednoczonych. Ustanowiła przy tym halowy rekord Belgii rezultatem 4929 pkt. Zajęła 5. miejsce w siedmioboju na mistrzostwach świata w 2022 w Eugene. Zdobyła brązowy medal w pięcioboju na halowych mistrzostwach Europy w 2023 w Stambule, za Nafissatou Thiam i Adrianną Sułek. 
Obroniła tytuł halowej mistrzyni globu w 2024, pokonując Sagę Vanninen z Finlandii oraz Sofię Dokter z Belgii, natomiast podczas czempionatu Starego Kontynentu w tym samym roku sięgnęła po brązowy medal, przegrywając z rodaczką Nafissatou Thiam i Aurianą Lazraq-Khlass z Francji, ustanawiając przy tym rekord życiowy.

## Rekordy życiowe
Rekordy życiowe Vidts:
- siedmiobój – 6707 pkt. (8–9 sierpnia 2024, Paryż)
- pięciobój (hala) – 4929 pkt. (18 marca 2022, Belgrad) 9. wynik w historii światowej lekkoatletyki